# Morton Betts
Pour les articles homonymes, voir Betts.
Morton Peto Betts, né le 30 août 1847 à Bloomsbury, un quartier de Londres et mort le 19 avril 1914 à Menton en France, est un footballeur anglais. Il est connu pour avoir marqué le premier but d’une finale de coupe d'Angleterre de football. Il a aussi été sélectionné une fois en équipe d'Angleterre de football.
Morton Betts est le fils d’Edward Betts (en), un ingénieur qui a épousé la sœur de Samuel Morton Peto, entrepreneur dans les chemins de fer. Morton porte son nom. Il suit sa scolarité à Harrow School puis à Trinity College à Cambridge.

## Le cricket
Morton Betts est un joueur de cricket de premier ordre. Il joue un match pour le Middlesex County Cricket Club et deux pour le Kent County Cricket Club. Associer cricket et football est très fréquent dans la deuxième moitié du XIXe siècle. Le nom de Betts est aussi associé à l’Essex County Cricket Club. Il joue pour le comté en 1884 avant qu’il devienne un comté de premier rang, et tient le rôle de secrétaire de l’Essex CCC de 1887 à 1890.

## Sa carrière en football

### En club
Le moment de gloire de Betts en football est son but marqué lors de la finale de la première coupe d'Angleterre de football. Il dispute ce match sous les couleurs du Wanderers Football Club sous le pseudonyme de A.H. Chequer. Il porte ce nom en souvenir de sa première équipe Harrow Chequers FC avec laquelle il devait disputer le premier tour contre ces mêmes Wanderers. Son club ayant déclaré forfait, Betts s’est engagé avec les Wanderers. Le tir de Betts vient conclure une série de dribbles de Robert Vidal au sein de la défense des Royal Engineers.
Betts s’engage ensuite avec le Old Harrovians Football Club. C’est alors qu’il joue avec cette équipe qu’il est sélectionné en équipe nationale.
Après sa carrière sportive, Betts reste actif dans le monde du football en étant membre de The Football Association pendant trente ans.
Morton Betts passe les dernières années de sa vie en France sur la Côte d'Azur. Il meurt à 66 ans à Menton.

### En équipe nationale
Morton Betts connait une seule sélection en équipe d'Angleterre de football. Il dispute un match en 1877 contre l’équipe d'Écosse de football. Il tient le poste de gardien de but.

## Palmarès
- Wanderers FC
  - Vainqueur de la Coupe d’Angleterre en 1872

## Sources
- Norman Giller, Football and all That, Hodder and Stoughton  (ISBN 0340835893), p. 15-16